# Bílkovský javor
Bílkovský javor je památný strom u obce Kout na Šumavě nedaleko Kdyně v okrese Domažlice. Přibližně třistaletý  javor klen (Acer pseudoplatanus) roste východně od Novodvorského rybníka na okraji lesa v nadmořské výšce 430 m. Zdravý strom dosahuje výšky 39,5 m a obvod jeho kmene měří 528 cm (měření 2001). Chráněn od roku 1986 pro svůj věk a vzrůst.

## Stromy v okolí
- Bílkovský dub
- Duby nad rybníkem Bílka
- Dub nad Spáleným rybníkem
- Dub u Váchalovského mlýna †
- Duby v Pekle
- Jasan u Starého Dvora
- Lípa u Krysálů
- Lípa za Bečvárnou †
- Dub v třešnové rovci
- Starodvorské duby
- U Čtyřech lip
- Zámecká lípa